# Oskuja
Oskuja (russisk: Оскуя) er en flod i områderne Lyubytinskij, Malovisherskij og Chudovskij i Novgorod oblast i Rusland. Det er en højre biflod til Volkhov. den er 114 km lang og har et afvandingsområde på 1.470 km2. den vigtigste biflod er Sharja.
Oskuja har sit udspring i Lyubytinskij-området vest for Nebolchi. Floden flyder mod vest gennem Malovisherskij-området og drejer mod nordvest. Sharja tilflyder fra højre og i landsbyen Oskuj drejer den skarpt mod sydvest. Floden udmunder ved byen Gachevo.
59°14′07″N 31°53′28″Ø / 59.2353°N 31.8911°Ø